# Élections municipales santoméennes de 2006
Des élections municipales se déroulent le 27 août 2006 à Sao Tomé-et-Principe afin de désigner les élus des Conseils des districts.

## Contexte
Les dernières élections municipales santoméennes se sont déroulées en 1992 et ont été remportées par le Mouvement pour la libération de Sao Tomé-et-Principe – Parti social-démocrate. Pour ce deuxième scrutin, elles se déroulent en même temps que les régionales.
Ces élections se déroulent cinq mois après les dernières législatives, remportées par la coalition Mouvement pour les forces de changement démocratique-Parti de convergence démocratique (MDFM-PCD) avec vingt-trois sièges. Elle est suivie de près par le Mouvement pour la libération de Sao Tomé-et-Principe - Parti social-démocrate qui remporte vingt siège. L'Action démocratique indépendante (ADI) arrive troisième avec onze sièges et le Mouvement nouvelle direction (en) de José Cassandra ne remporte qu'un siège. En juillet 2006, Fradique de Menezes (MDFM-PCD) est réélu président.
Les élections sont originellement prévues pour le 9 juillet, mais sont repoussées après l'annulation de la totalité des candidatures, déposées hors délai. Cette décision, annoncée le 5 juin, provoque plusieurs soulèvements dans le pays, notamment à Principe, où le président du gouvernement régional Zeferino dos Prazeres démissionne face à la rébellion en cours.
L'ADI refuse de prendre part à l'élection, dénonçant des irrégularités dans l'organisation du scrutin. 83 110 électeurs sont appelés aux urnes.

## Candidats
La coalition au pouvoir Mouvement pour les forces de changement démocratique-Parti de convergence démocratique (MDFM-PCD) et le principal parti d'opposition, le Mouvement pour la libération de Sao Tomé-et-Principe – Parti social-démocrate, se présentent aux élections. L'Union des démocrates pour la citoyenneté et le développement soutient un candidat à la mairie d'Água Grande. Deux mouvements de São Tomé se présentent également : Renaissance d'Água Grande, dirigée par Elsa Pinto, et Pour un Mé-Zóchi autonome.

## Résultats

### Résultats généraux
| Parti                    | Parti                                                                                  | Voix   | %    | Sièges | +/- |
| ------------------------ | -------------------------------------------------------------------------------------- | ------ | ---- | ------ | --- |
|                          | Mouvement pour les forces de changement démocratique-Parti de convergence démocratique |        |      | 43     | 28  |
|                          | Mouvement pour la libération de Sao Tomé-et-Principe – Parti social-démocrate          |        |      | 9      | 29  |
|                          | Renaissance d'Água Grande                                                              |        |      | 2      | Nv. |
|                          |                                                                                        |        |      |        |     |
| Total                    | Total                                                                                  | 37 616 | 100  | 54     | 5   |
| Inscrits / Participation | Inscrits / Participation                                                               | 83 110 | 45,3 |        |     |

### Résultats par districts
Conseil d'Água Grande
- Mouvement pour les forces de changement démocratique-Parti de convergence démocratique : 9
- Renaissance d'Água Grande : 2

Conseil de Cantagalo
- Mouvement pour les forces de changement démocratique-Parti de convergence démocratique : 8
- Mouvement pour la libération de Sao Tomé-et-Principe – Parti social-démocrate : 1

Conseil de Caué
- Mouvement pour les forces de changement démocratique-Parti de convergence démocratique : 7

Conseil de Lembá
- Mouvement pour la libération de Sao Tomé-et-Principe – Parti social-démocrate : 6
- Mouvement pour les forces de changement démocratique-Parti de convergence démocratique : 1

Conseil de Lobata
- Mouvement pour les forces de changement démocratique-Parti de convergence démocratique : 7
- Mouvement pour la libération de Sao Tomé-et-Principe – Parti social-démocrate : 2

Conseil de Mé-Zóchi
- Mouvement pour les forces de changement démocratique-Parti de convergence démocratique : 11